# Staatsstraße 15 (Finnland)

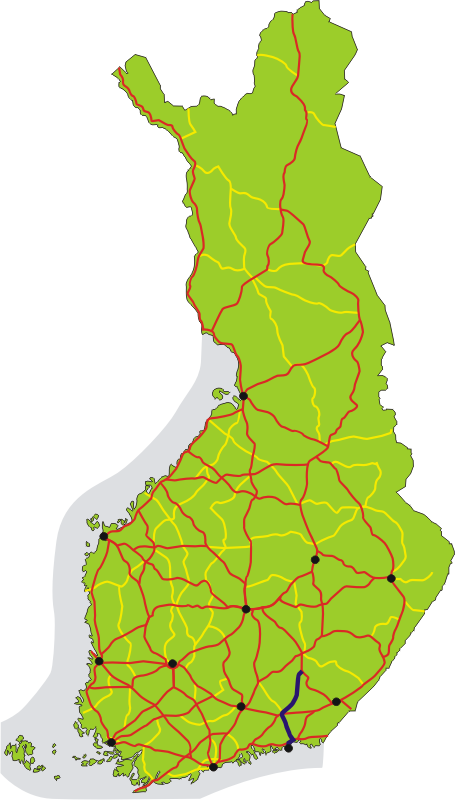
Verlauf der Staatsstraße

Die finnische Staatsstraße 15 (finn. Valtatie 15, schwed. Riksväg 15) führt von Kotka nach Mikkeli. Ihre Länge beträgt 158 Kilometer.

## Streckenverlauf

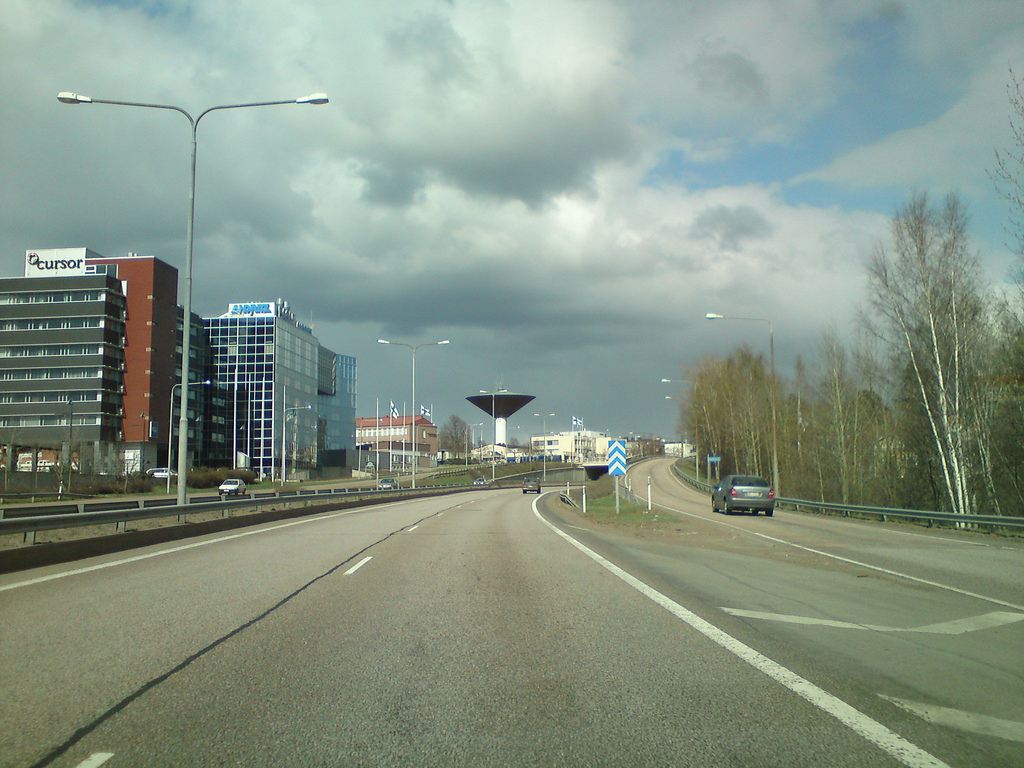
Die Staatsstraße 15 bei Kotka

Die Staatsstraße 15 beginnt in der Hafenstadt Kotka an der Südküste Finnlands und führt in Richtung Norden durch die Landschaft Kymenlaakso über Kouvola nach Mikkeli. Zwischen Kotka und der Stadtgrenze von Hamina folgt sie der autobahnartig ausgebauten Trasse der Staatsstraße 7. Südlich von Ristiina vereinigt sie sich mit der Staatsstraße 13, deren Verlauf sie bis zu ihrem Ende im Stadtzentrum von Mikkeli folgt.
Die Staatsstraße 15 führt durch folgende Gemeinden: Kotka – (Hamina) – (Kotka) – Kouvola – (Mäntyharju) – (Suomenniemi) – Ristiina – Mikkeli.

## Geschichte
Festgelegt wurde die Staatsstraße 15 1938 zwischen Wyborg und der Grenze nach Russland bei Sankt Petersburg. Nach dem Zweiten Weltkrieg wurde die Grenze verschoben. Dadurch wurde die Nummer 15 frei. In den 1960er Jahren wurde die heutige Staatsstraße 15 gebildet.